# Falácia genética
Falácia genética - é uma falácia lógica que consiste em aprovar ou desaprovar algo baseando-se unicamente em sua origem. Ocorre quando alguém tenta ridicularizar uma ideia, prática ou instituição simplesmente tendo em conta sua origem (gênese, isto é, a fonte de onde ela provém) ou seu estado anterior. Isto ocorre ignorando-se qualquer diferença observada com respeito à situação atual, geralmente transferindo o mérito ou demérito do estado anterior.

## Descrição
É uma falácia informal com a forma "X é originário de Y, portanto X, agora, deve ter alguns traços em comum com Y", embora habitualmente esse raciocínio seja mais implícito do que declarado.
A conclusão é baseada unicamente na origem de algo ou de alguém, em vez de seu significado ou contexto atuais. Normalmente conclui-se algo em relação a um conceito ou ideia a partir de seu papel em algum contexto anterior.
O filósofo Friedrich Nietzsche é acusado de cometer essa falácia em seu livro A Genealogia da Moral. Nele, o filósofo se propunha a demonstrar as origens de conceitos morais capitais no ressentimento e na autorrejeição. Sua ideia era a de que, mostrando a origem histórica dessas emoções altruístas, ele as derrubaria da posição exaltada conferida a elas na moralidade cristã. No entanto, mesmo que ele estivesse correto sobre as origens desses conceitos (o que é bem discutível), não significa que eles fossem menos importantes hoje por causa de sua fonte original.
Segundo o The Oxford Companion to Philosophy este termo originou-se no livro An Introduction to Logic and Scientific Method de Morris Cohen e Ernest Nagel.

## Exemplos
- "Vai pôr aliança de casamento? Não sabe que a aliança de casamento no princípio simbolizava o grilhão colocado no tornozelo da mulher para que ela não fugisse do marido? Não pensei que você fosse capaz de uma prática tão machista."

As supostas origens sexistas da aliança de casamento não tornam sexistas os que a usam.
- "O interesse pelo ocultismo foi o que levou Isaac Newton a elaborar a lei da gravidade, logo qualquer um que aceite a lei da gravidade é um ocultista."

A lei da gravidade não é uma crença ocultista e já foi comprovada cientificamente.
- O Karatê é derivado do Kung Fu, portanto, o Kung Fu é superior ao Karatê.

O contrário também seria falácia.
- "Você só crê em Deus porque nasceu no Brasil!"

A origem cultural das crenças não demonstra sua falsidade nem veracidade. O mesmo argumento poderia seu usado para a não crença em Deus nos países culturalmente não-religiosos hoje em dia.